# Henryk Schmitt

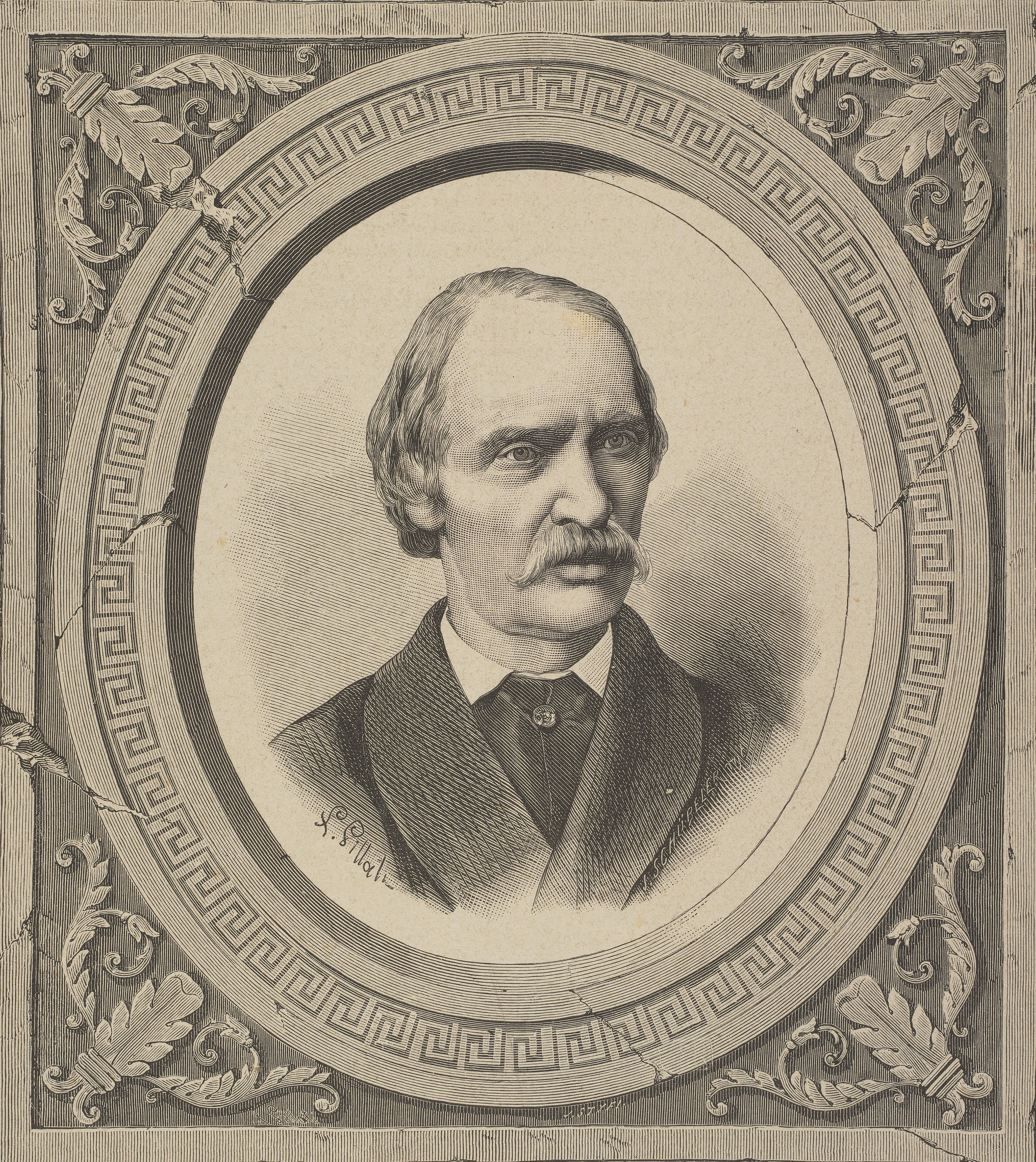
Henryk Schmitt na drzeworycie Juliana Schübelera (1883)

Henryk Schmitt (ur. 5 lipca 1817 we Lwowie, zm. 16 października 1883 we Lwowie) – polski historyk, przedstawiciel lelewelowskiej szkoły historycznej, bibliotekarz, dziennikarz.

## Życie
Był synem rzeźnika. Ukończył gimnazjum (1836), a następnie studiował filozofię na Uniwersytecie Lwowskim. Włączył się tam w działalność konspiracyjną związków demokratyczno-niepodległościowych w Galicji. W 1838 przerwał studia z powodów finansowych i zaczął pracować jako nauczyciel domowy. Kontynuował działalność w ruchach niepodległościowych, wchodząc do organizacji "Synowie Ojczyzny". W 1841 został za to skazany na karę śmierci, jednak w 1845 objęła go amnestia i Schmitt wyszedł z więzienia.  W 1846 został skazany ponownie na karę śmierci za działalność spiskową. Tę karę zamieniono następnie na 20 lat więzienia, a po rozpoczęciu Wiosny Ludów (1848) objęła go ponownie amnestia. 
Zamieszkał we Lwowie, zostając też członkiem Centralnej Rady Narodowej. Podjął pracę bibliotekarza w Bibliotece Pawlikowskich. Pracował też jako dziennikarz, pisząc teksty do Gazety Warszawskiej, Neu Zeit,  Gazety Codziennej, Dziennika Literackiego i Gazety Narodowej. Od 1860 był członkiem honorowym Poznańskiego Towarzystwa Przyjaciół Nauk.
Pracował przy organizacji powstania styczniowego w 1863. Został aresztowany za napisanie tekstu omawiającego walkę partyzancką. W trakcie procesu wyjechał za granicę do Paryża. Jego żona, Leokadia z domu Mitraszewska, także działała przy organizacji powstania, została aresztowana wraz z nim i wraz z nim wyjechała na emigrację do Paryża.
Do kraju wrócił w 1865, po ogłoszeniu amnestii. Współtworzył w 1868 Towarzystwo Narodowo-Demokratyczne we Lwowie. W 1869 przystąpił do Rady Szkolnej Krajowej.

## Twórczość
Prace historyczne Schmitta zaliczane są do lelewelowskiej szkoły historycznej. Schmitt uznawał, że państwo polskie powstało samoistnie, bez udziału czynników zewnętrznych (wpływów ideowych, militarnych, instytucjonalnych_, jako wynik rozwoju ludów zamieszkujących te ziemie. Jego rozwój i ustrój określone były cechami tych ludów.
Charakterystyka ludów, które złożyły się na naród polski przejęta była z pracy Johanna Gottfrieda Herdera Myśli o filozofii dziejów, gdzie Słowianie opisywani są jako lud łagodny, serdeczny i gościnny, pokojowy, prowadzący osiadły tryb życia i trudniący się rolnictwem, łowiectwem i zbieractwem. Ponadto, Schmitt (za Lelewelem) uznawał, że cechą szczególną dawnych Polaków było umiłowanie wolności, a także duch wspólnotowy, które stały się podstawą pierwotnego republikanizmu. Za Lelewelem wskazywał też pierwotną formę organizacji społecznej: wolną gminę. Z życia politycznego tej pierwotnej wspólnoty wynikał też późniejszy rozwój polskiego ustroju, w którym decyzje podejmowane były przy zgodzie wszystkich wolnych mieszkańców. Przyjmowanie obcych wzorców instytucjonalnych stawało się źródłem kryzysów, a w dalekich konsekwencjach, upadku Rzeczypospolitej w XVIII w. Powstania niepodległościowe były konieczną konsekwencją immanentnych cech Polaków, przede wszystkim umiłowania wolności. Tym samym były konieczne, czego nie rozumieli krytycy tych powstań.
W kwestiach narodowych Schmitt przyjmował stanowisko nacjonalistyczne. Sprzeciwiał się emancypacji Żydów i ruchowi niepodległościowemu Rusinów (Ukraińców), wskazując, że należy odtworzyć Rzeczpospolitą w dawnych granicach.

## Publikacje
- Dzieje narodu polskiego od najdawniejszych czasów potocznie opowiedziane, Lwów 1863.
- Dzieje polskie XVIII i XIX wieku, t. 1-4, 1866–1868 t.1, t.2, t.3, t.4.
- Dzieje panowania Stanisława Augusta Poniatowskiego, t. 1-4, Lwów 1868–1880 t.1,  t.2,  t.3, t.4.
- Kilka uwag w sprawie rokoszu Zebrzydowskiego, Poznań 1865
- Ksiądz Hugo Kołłątaj i jego prześladowcy. Szkic biograficzno-krytyczny Lwów 1873
- Materyały do dziejów bezkrólewia po śmierci Augusta III i pierwszych lat dziesięciu panowania Stanisława Poniatowskiego przedruk z Dziennika liter. z r. 1857 z niektóremi odmianami w tekście i z przydaniem dokumentów tam nie umieszczonych. T. 1 t. 2 Lwów 1857
- Narodowość polska jej postawy, rozwój dziejowy, przeobrażenia i zboczenia oraz stosunek do chwili obecnej, Lwów 1862.
- Pogląd na rozwój ducha i kierunku dziejopisarstwa polskiego w wieku XIX, 1859.
- Pogląd na żywot i pisma ks. H. Kołłątaja podkanclerzego koronnego, Lwów 1859–1860.
- Rokosz Zebrzydowskiego, Lwów (1857–1858).
- Rozbiór krytyczny pomysłów  historyozoficznych i odkryć dziejowych pana Antoniego Walewskiego członka czynnego krakowskiej akademii umiejętności. Lwów 1875
- Rozbiór dzieła pod tytułem Dzieje Polski w zarysie przez Michała Bobrzyńskiego, Kraków 1882
- Rys dziejów narodu polskiego od najdawniejszych czasów znanych do roku 1763, t. 1-3, 1855–1857 t.1, t.2, t.3.
- Szkic historyczny dziejów 30-letniego panowania Stanisława Augusta, ostatniego króla polskiego Kraków 1872